# Teichnapfschnecke
Die Teichnapfschnecke (Acroloxus lacustris) ist die bekannteste und in Mitteleuropa einzige Vertreterin der Gattung Acroloxus. Sie lebt im Süßwasser und ist weder mit den marinen Napfschnecken, noch mit den weltweit im Süßwasser vorkommenden Mützenschnecken (Gattungen Ancylus, Ferrissia usw.) verwandt, die zu den Tellerschnecken gezählt werden.

## Merkmale
Das Gehäuse der Teichnapfschnecke ist dünnwandig, länglich-mützenförmig, ohne Windungen und von gelblichgrauer bis brauner Farbe. Es wird etwa 7 mm lang, 3 mm breit und 2 mm hoch. Diese Maße können aber je nach Substratunterlage variieren. Der Apex des Gehäuses zeigt nach hinten links. An dünnen Pflanzenstängeln finden sich Exemplare mit schmalen, parallelseitigen Gehäusen, auf Blättern und Steinen eher breitovale. Der viel kleinere Weichkörper wird durch das flache Gehäuse dachartig überdeckt. Die übrigen Merkmale sind die gleichen wie für die gesamte Gattung (Lungenhöhle zurückgebildet; sekundäre Kieme und Geschlechtsöffnungen liegen auf der rechten Seite).

## Ähnliche Arten
Eine Verwechslung mit einer der übrigen vier Arten der Gattung Acroloxus ist infolge der sich offenbar nicht überschneidenden Verbreitungsgebiete in der Natur praktisch ausgeschlossen. Auf den ersten Blick ist die Art allerdings mit der Flussmützenschnecke verwechselbar, die aber anatomisch links orientiert ist und zur Familie der Tellerschnecken (Planorbidae) gehört. Noch leichter kann eine Verwechslung mit der möglicherweise aus Nordamerika eingeschleppten Art Ferrissia wautieri und/oder Ferrissia clessiana erfolgen (die exakte Einordnung und Benennung dieser in Mitteleuropa erst seit 1960 bekannten Form ist momentan umstritten), die allerdings ebenfalls anatomisch linksorientiert ist.

## Vorkommen
Acroloxus lacustris ist anpassungsfähig und wird in Süßwasser mit pH-Werten zwischen 6 und 8,9 gefunden. Bevorzugt lebt diese Schnecke in der Röhrichtzone stehender oder langsam fließender Gewässer mit reichlichem Pflanzenbewuchs. Dort sitzt sie an Pflanzenstängeln oder an der Unterseite von Schwimmblättern und weidet an diesen den Belag von Kieselalgen und Cyanobakterien (Blaualgen) ab. Der Saprobienindex für diese Art beträgt 2,2.

## Lebensweise
Der Gasaustausch erfolgt direkt aus der Wasserphase über die Haut und die Hilfskieme in den Körper. Die Schnecke nimmt keine atmosphärische Luft an der Wasseroberfläche auf.
Die Teichnapfschnecke ist ein Zwitter und kann sich selbst befruchten, aber auch befruchtet werden. Der Schlupf aus den Gelegen, die aus flachen, wasserklaren, runden, 2–4 mm großen Kapseln bestehen und nur wenige (maximal 10) Eier enthalten, kann je nach Wassertemperatur bis zu 10 Tagen dauern.